# Ambrož Hradecký
Ambrož Hradecký (ur. ?, zm. 16 października 1439 w Kolínie) – czeski kaznodzieja, polityk i dowódca husycki.

## Życiorys
Po raz pierwszy źródła wspominają o nim w 1419 jako kapłanie w katedrze Świętego Ducha w Hradcu Králové. Z miasta został wygnany przez królową Zofię Bawarską. Wiosną 1420 wraz z Divišem Bořkiem zmobilizował tłum na górze Oreb (góra) i poprowadził go na Pragę, której zagrażały wojska Zygmunta Luksemburskiego, przy okazji niszcząc osady na ich drodze (m.in. paląc klasztor w mieście Mnichovo Hradiště).
W czerwcu orebici zdobyli Hradec Králové. Pod przywództwem Ambroža miasto stało się centrum ruchu husyckiego. W trakcie konfliktu z Taborem o rady prosił Ambroža sam Jan Žižka. Po śmierci Žižki jego ciało przetransportowano właśnie do Hradca Králové i pochowano w tamtejszym kościele parafialnym. W 1433 Ambrož został mianowany archidiakonem i kapitanem Hradca Králové. Jako ambasador brał udział w rozmowach w Bazylei.
Po wybraniu Zygmunta Luksemburskiego na króla Czech Ambrož kontynuował opór wobec jego władzy. We wrześniu 1436 król odebrał mu stanowisko kapitana i wysłał do Hradca bardziej lojalnego dowódcę z oddziałami mającymi za zadanie zdobycie miasta. Ambrož odmówił oddania swojego stanowiska i rozpoczął obronę miasta. Mimo ciężkich strat wśród obrońców Ambrož odrzucił ofertę negocjacji i dopiero w 1437, gdy większość jego oddziałów została zniszczona, opuścił miasto. Został ranny i dostał się do niewoli, lecz niedługo potem wyszedł na wolność. Po oswobodzeniu udał się do Kolína, gdzie zmarł 16 października 1439.
Za życia Ambrož znany był także jako duchowy przywódca sierotek, protektor pikardów oraz wykładowców czeskich uniwersytetów, którym udzielił azylu po 1427. Przez całe życie uważał jednak, że przejście na katolicyzm powinno być karane śmiercią.
Pod mianem Ambroż Hradecki pojawia się jako postać drugoplanowa w Trylogii husyckiej Andrzeja Sapkowskiego.